# Vassiliki Arvaniti
Vassiliki Arvaniti (Grieks: Βασιλική Αρβανίτη) (Athene, 17 maart 1985) is een Griekse beachvolleybalspeelster.
Arvanati groeide op in Chalkis. Op haar zestiende ging ze beachvolleyball spelen. In 2004 vertegenwoordigde ze haar land op de Olympische Spelen in Athene. Een jaar later won ze samen met haar speelpartner Vasso Karadassiou het EK Beachvolleybal in Moskou. Deze prestatie herhaalde ze in 2007 in Valencia. Ook op de Olympische Spelen van 2008 in Beijing was Arvaniti voor Griekenland actief.